# 八十梟帥
八十梟帥（やそたける）は『日本書紀』にある人名。「数多くの勇者」という意味で用いられている可能性もある。『古事記』では八十建と表記し、後者の意味で用いている。

## 来歴
『日本書紀』によれば神武天皇が菟田（宇陀）の高倉山に登って、国内を見渡したとき、国見丘の上に八十梟帥がおり、女坂には女軍、男坂には男軍、墨坂にはおこし炭を置いていたとされる。この八十梟帥は後に天皇に敗れ、斬り殺されている。
弟猾は、「倭の国の磯城の邑に磯城の八十梟帥あり、又高尾張の邑に赤銅の八十梟帥あり」と奏上している。
また弟磯城は「吾が兄兄磯城、天つ神の子来ましつと聞きては、八十梟帥を聚め、兵甲を具へてあひ戦はむとす」と述べている。
また『日本書紀』では景行天皇12年12月5日条にも「熊襲の八十梟帥」が現れる。